# NCAA Division I 2003 (pallavolo maschile)
La NCAA Division I 2003 si è svolta dal 1 al 3 maggio 2003: al torneo hanno partecipato 4 squadre di pallavolo universitarie e la vittoria finale è andata per la prima volta alla Lewis.
In seguito ad una ispezione, la NCAA revoca il titolo NCAA, il titolo di conference e tutti i premi individuali ricevuti dagli atleti della Lewis University a causa dell'utilizzo di un giocatore non eleggibile, in quanto avente esperienze professionistiche all'estero.

## Squadre partecipanti
- 01)  Brigham Young
- 02)  Pepperdine
- 03)  Lewis
- 04)  Penn State

## Final Four
|  | Semifinali 1º maggio | Semifinali 1º maggio | Semifinali 1º maggio |       |   | Finale 3 maggio | Finale 3 maggio | Finale 3 maggio |  |
|  |                      |                      |                      |       |   |                 |                 |                 |  |
|  | 1                    | Brigham Young        | 3                    |       |   |                 |                 |                 |  |
|  | 1                    | Brigham Young        | 3                    |       |   |                 |                 |                 |  |
|  | 4                    | Penn State           | 1                    |       |   |                 |                 |                 |  |
|  | 4                    | Penn State           | 1                    |       | 1 | Brigham Young   | 2               |                 |  |
|  |                      |                      |                      |       | 1 | Brigham Young   | 2               |                 |  |
|  |                      |                      | 3                    | Lewis | 3 |                 |                 |                 |  |
|  | 2                    | Pepperdine           | 3                    | Lewis | 3 | 2               |                 |                 |  |
|  | 2                    | Pepperdine           |                      |       |   |                 |                 |                 |  |
|  | 3                    | Lewis                | 3                    |       |   |                 |                 |                 |  |

### Semifinali
| 1º maggio Walter Pyramid, Long Beach | Brigham Young #1 | 3 - 1 | Penn State #4 | 36-34, 30-25, 28-30, 30-26        |
| 1º maggio Walter Pyramid, Long Beach | Pepperdine #2    | 2 - 3 | Lewis #3      | 27-30, 31-29, 27-30, 25-30, 13-15 |

### Finale
| 3 maggio Walter Pyramid, Long Beach | Brigham Young #1 | 2 - 3 | Lewis #3 | 44-42, 27-30, 21-30, 30-23, 12-15 |

## Premi individuali
| Premio              | Giocatrice       | Squadra       |
| ------------------- | ---------------- | ------------- |
| MVP                 | Gustavo Meyer    | Lewis         |
| All-Tournament Team | Fabiano Barreto  | Lewis         |
| All-Tournament Team | Ryan Stuntz      | Lewis         |
| All-Tournament Team | Rafael Paal      | Brigham Young |
| All-Tournament Team | Jonathan Alleman | Brigham Young |
| All-Tournament Team | Carlos Guerra    | Penn State    |